# Cantone di Dammartin-en-Goële
Il Cantone di Dammartin-en-Goële era una divisione amministrativa dell'arrondissement di Meaux.
È stato soppresso a seguito della riforma complessiva dei cantoni del 2014, che è entrata in vigore con le elezioni dipartimentali del 2015.
Comprendeva i comuni di:
- Cuisy
- Dammartin-en-Goële
- Forfry
- Gesvres-le-Chapitre
- Juilly
- Longperrier
- Marchémoret
- Mauregard
- Le Mesnil-Amelot
- Montgé-en-Goële
- Monthyon
- Moussy-le-Neuf
- Moussy-le-Vieux
- Oissery
- Othis
- Le Plessis-l'Évêque
- Rouvres
- Saint-Mard
- Saint-Pathus
- Saint-Soupplets
- Thieux
- Villeneuve-sous-Dammartin
- Vinantes